# Peter Schöne (Sänger)

Peter Schöne

Peter Schöne (* 17. Mai 1976 in Berlin) ist ein deutscher Konzert- und Opernsänger (Bariton).

## Leben
Der in Berlin geborene Sänger Peter Schöne erhielt seine Ausbildung als Sänger bei Kammersänger Harald Stamm an der Universität der Künste Berlin, die er mit Auszeichnung abschloss. Er vervollständigte seine Studien in Meisterkursen bei Brigitte Fassbaender, Dietrich Fischer-Dieskau und Thomas Hampson.
Zuvor absolvierte er ein Violinstudium bei Valerie Rubin an der Hochschule für Musik Nürnberg-Augsburg.
Schon kurz vor Abschluss seines Studiums erhielt er ein Engagement am Theater Hagen. Zahlreiche Liederabende führten ihn zum Beispiel an den Wiener Musikverein, die Philharmonie Berlin und die Bayerische Akademie der Schönen Künste München.
Peter Schöne widmet sich verstärkt der Aufführung moderner Musik und war bereits in mehreren Uraufführungen von Moritz Eggert, Christian Jost, Wilhelm Killmayer, Jan Müller-Wieland, Ichirō Nodaïra, Aribert Reimann und Wolfgang Rihm, Lucia Ronchetti zu erleben.
Er verfügt über ein Absolutes Gehör.

## Feste Engagements
- 2003–2007 Theater Hagen
- 2007–2012 Theater Erfurt
- 2017 bis 2025 Saarländisches Staatstheater
- Ab September 2025 Staatsoper Hannover

## Auszeichnungen
- 2003 1. Preis Internationaler Schubert-Wettbewerb Graz
- 2004 1. Preis Wettbewerb Lied des 20. und 21. Jahrhunderts des Kulturkreises der deutschen Wirtschaft
- 2004 1. Preis Joseph Suder Liedwettbewerb Nürnberg
- 2004 Preis für Nachwuchssänger des Orpheus Musikmagazins
- 2004 1. Preis Bundeswettbewerb Gesang Berlin
- 2006 Schneider-Schott-Musikpreis Mainz
- 2006 3. Preis ARD Musikwettbewerb München
- 2009 Schubert-Preis der Deutschen Schubert-Gesellschaft für die im Jahr 2008 begonnene Gesamtaufnahme aller Schubert-Lieder für das Internet
- 2014 Ernst-Krenek-Preis für den Live-Mitschnitt der Oper Der leuchtende Fluss von Johanna Doderer am Theater Erfurt

## CD-Veröffentlichungen
- 2004 – Lieder von Justus Hermann Wetzel, Beilage zu einer Publikation der Universität der Künste
- 2007 – Aribert Reimann, Shine and Dark
- 2007 – Lieder von Edwin Geist
- 2008 – Johannes Brahms, Ein deutsches Requiem
- 2012 – „Nachklang“. Lieder von Justus Hermann Wetzel, mit Peter Schöne (Bariton) und Eduard Stan (Klavier) sowie Olivia Vermeulen (Mezzosopran) und Liana Vlad (Klavier); Genuin
- 2014 – Carl Martin Reinthaler, 26 Lieder, mit Peter Schöne (Bariton) und Günther Albers (Klavier); cpo
- 2017 – Der Klang des Denkers. Vertonungen von Gedichten Friedrich Nietzsches, mit Peter Schöne (Bariton) und Moritz Eggert (Klavier); radio bremen radiohall
- 2022 – Moritz Eggert, Paradies Lied, mit Peter Schöne (Bariton) und Moritz Eggert (Klavier); radio bremen radiohall
- 2023 – Gustav Mahler, Des Knaben Wunderhorn, mit Peter Schöne (Bariton) und dem PhilHarmonia Octet Prag